# Juan Francisco Marco y Catalán
Juan Francisco Marco y Catalán, španski duhovnik in kardinal, * 24. oktober 1771, Bello, [[Zaragoza] † 16. marec 1841, Rim.

## Življenjepis
15. decembra 1828 je bil povzdignjen v kardinala in imenovan za kardinal-diakona S. Agata de' Goti.